# Audi Nuvolari
El Audi Nuvolari quattro (también conocido simplemente como Audi Nuvolari) es un prototipo de automóvil creado por el fabricante de automóviles alemán Audi, este vehículo se presentó por primera vez en el Salón del Automóvil de Ginebra de 2003. Este modelo es el que Audi tenía previsto para convertirse en la visión de su próximo vehículo Gran Turismo.
El Nuvolari quattro tiene un motor V10 FSI de 5,0 L. biturbo de 600 CV (441 kW). Puede acelerar de 0 a 100 km/h en aproximadamente 4,1 segundos y el par motor del Nuvolari quattro es de 750 Nm. El Nuvolari quattro tiene un sistema de tracción a las cuatro ruedas quattro y sus faros, luces de freno e intermitentes traseros tienen tecnología LED tras las cubiertas.
El Nuvolari fue nombrado en memoria de Tazio Nuvolari, un legendario piloto de automóviles de carreras que murió en 1953. Cincuenta años después de su muerte, el Audi Nuvolari se creó en su memoria.
Posteriormente Audi desarrolló el Audi Nuvolari quattro en la nueva gama A5 y S5.

## Imágenes

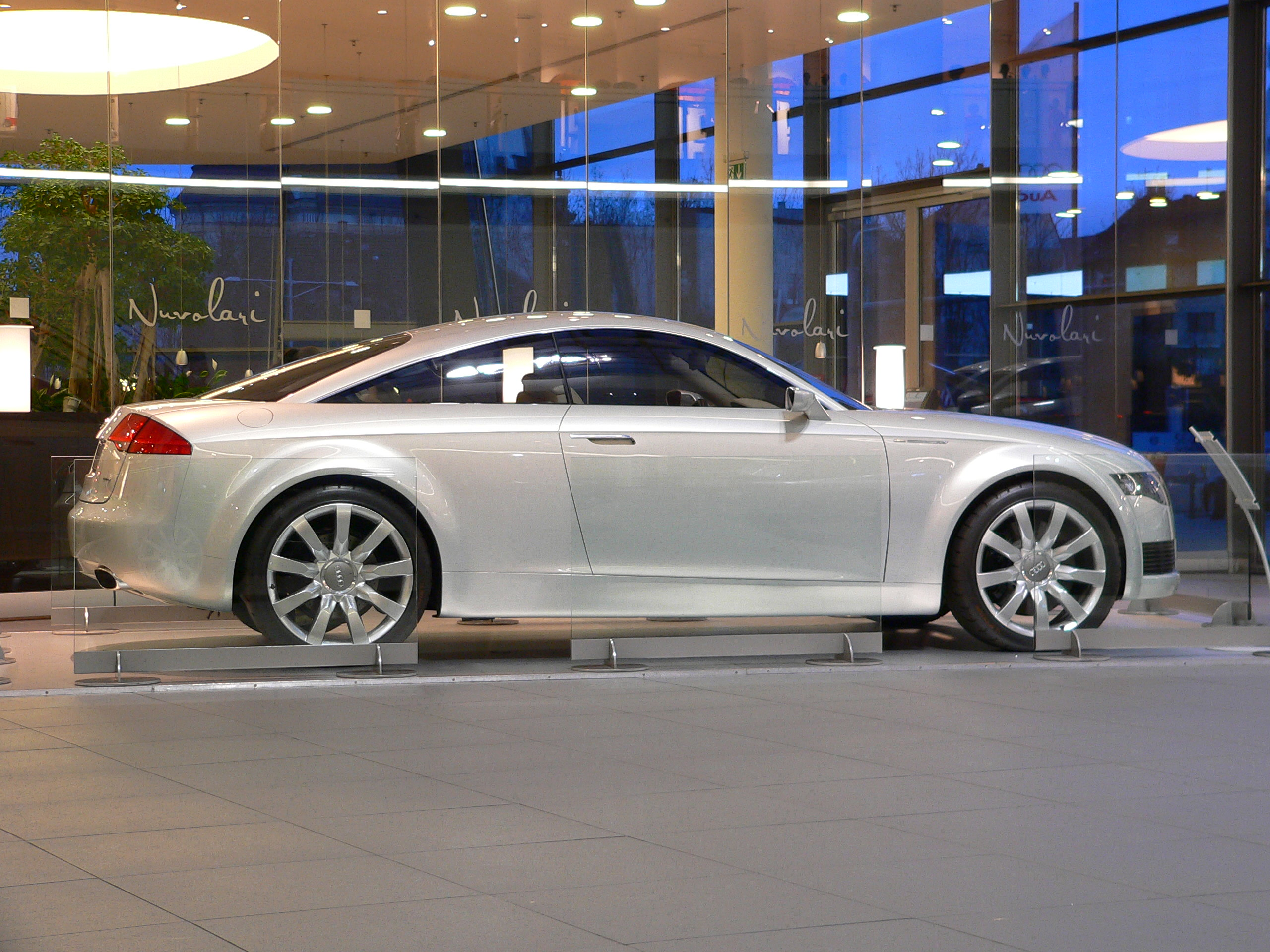
Vista lateral del Audi Nuvolari quattro.
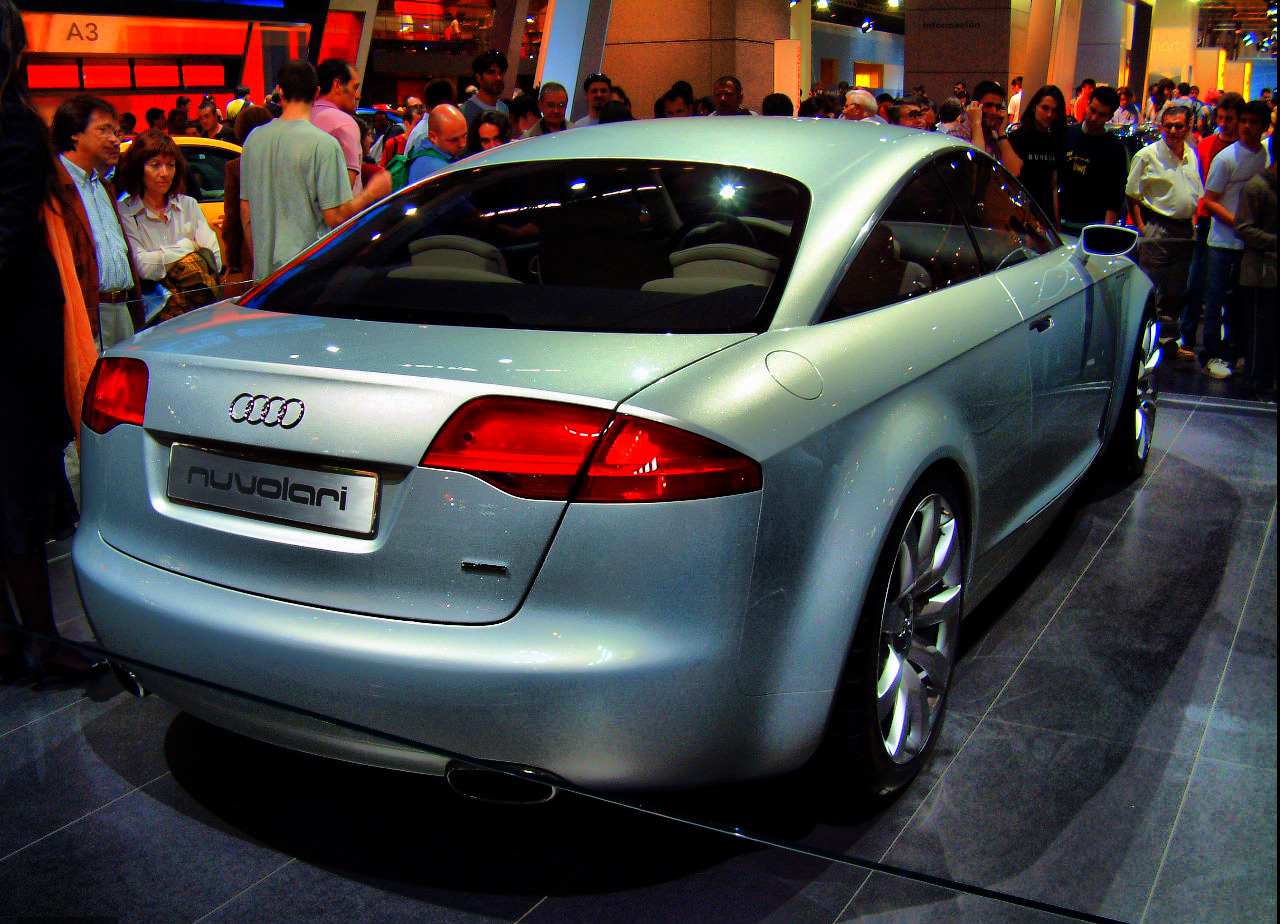
Vista posterior del Audi Nuvolari quattro.